# 諏訪神社 (久喜市下清久)
諏訪神社（すわじんじゃ）は、埼玉県久喜市の神社。

## 歴史
創建年代は不明である。ただ下清久村が清久郷から分村したのが1596年（慶長元年）以前であり、分村時に信濃国一宮の諏訪大社から分霊を勧請したものという。近くの清福寺が別当寺であった。
1873年（明治6年）、近代社格制度に基づく「村社」に列せられた。
かつては「鎌どっかえ」と呼ばれる行事があった。これは毎年9月27日に氏子の神棚に祀っていた鎌を当社に返して、また新たな鎌を借りて1年間祀るというものである。しかし当社氏子に占める農家の割合が減少し、サラリーマンが多くなったことから、1994年（平成6年）より中止となった。

## 交通アクセス
- 路線バス上早見（新道）停留所より徒歩7分。